# Девушка в голубом
«Девушка в голубом» (чеш. Dívka v modrém) — чёрно-белая чехословацкая романтическая кинокомедия, снятая в 1939 году режиссёром Отакаром Ваврой.
Премьера фильма состоялась 26 января 1940 года.

## Сюжет
Нотариус Карас — застенчивый старый холостяк, который успешно избегает женщин, иногда проводит вечера в компании доктора Паковского и инженера Чадекa. Он не подозревает, что оба приятеля хотят заманить его в странную игру, которая защитила бы его от женских ловушек, которые хотели бы стать его женами.
Однажды, местные обыватели собираются на аукционе, организованном нотариусом Яном Карасом в замке Люцина, чтобы приобрести вещи покойного графа. Наибольший интерес вызывает портрет красивой благородной девушки, но никто не покупает его, потому что, как говорят, он проклят. Нужно дождаться приезда молодого графа, который решить, что делать с портретом, а тем временем Карас держит его у себя дома. Очарованный красотой девушки, Карас часами проводит перед портретом. Однажды, он в порыве чувств целует портрет, и девушка вдруг оживает и выходит с полотна. Девушка представляется графиней Бланкой из Бланкенберга и не собирается возвращаться на холст. Что же делать нотариусу с картиной и красавицей из плоти и костей?

## В ролях
- Олдржих Новый — Ян Карас, нотариус
- Лида Баарова — графиня Бланка Бланкербургская — девушка в голубом
- Наташа Голлова — Руженка Смутна
- Бедржих Веверка — Паковский
- Сильва Лангова — Славинка Смрчинска
- Франтишек Павел — инженер Чадек
- Ружена Шлемрова — пани Смрчинска
- Антония Недошинская —  экономка пани Отыли
- Франтишек Кройцманн — Арньян
- Эман Фиала — профессор
- Владимир Ржепа — помещик